# N853 (België)
De N853 is een gewestweg in de Belgische provincies Luxemburg en Namen. Deze weg vormt de verbinding tussen Bertrix en Bièvre.
De totale lengte van de N853 bedraagt ongeveer 19 kilometer.

## Plaatsen langs de N853
- Bertrix
- Glaumont
- Assenois
- Offagne
- Paliseul
- Merny
- Carlsbourg
- Bièvre